# Roman Vlasov
Roman Andrejevitsj Vlasov (Russisch: Роман Андреевич Власов) (Novosibirsk, 6 oktober, 1990) is een mannelijke worstelaar uit Rusland. Hij nam eenmaal deel aan de Olympische Spelen en won bij die gelegenheid een gouden medaille.
Hij begon op 10-jarige leeftijd met worstelen en specialiseerde zich in de Grieks-Romeinse stijl. In 2002 werd hij getraind door Viktor Michailovitsj Koeznetsov. In 2006 win hij het wereldjeugdkampioenschap van Istanboel in de klasse 46 kg. In het jaar erop herhaalt hij deze prestatie in de klasse 54 kg. In 2010 werd hij in Boedapest wereldjeugdkampioen in de categorie weltergewicht.
In 2011 maakte hij zijn internationale doorbrak door goud te winnen bij de wereldkampioenschappen. In datzelfde jaar won hij een bronzen medaille bij de Europese kampioenschappen. Op de Olympische Spelen 2012 won Vlasov de gouden medaille in de 74 kilo gewichtsklasse.
Hij studeert aan de Novosibirsk State Agricultural University in Novosibirsk en is aangesloten bij Dinamo.

## Titels
- Olympisch kampioen worstelen - 2012
- Wereldkampioen worstelen - 2011
- Wereldjeugdkampioen worstelen - 2010
- Europees jeugdkampioen worstelen - 2006, 2007

## Palmares

### Olympische Spelen
- 2012:  Londen

### WK
- 2011:  Istanboel

### EK
- 2011:  Dortmund

1932: Ivar Johansson ·
1936: Rudolf Svedberg ·
1948: Gösta Andersson ·
1952: Miklós Szilvási ·
1956: Mithat Bayrak ·
1960: Mithat Bayrak ·
1964: Anatoli Kolesov ·
1968: Rudolf Vesper ·
1972: Vítězslav Mácha ·
1976: Anatoli Bykov ·
1980: Ferenc Kocsis ·
1984: Jouko Salomäki ·
1988: Kim Young-nam ·
1992: Mnatsakan Iskandarjan ·
1996: Filiberto Ascuy Aguilera ·
2000: Moerat Kardanov ·
2004: Aleksandr Doktoerisjvili ·
2008: Manoetsjar Kvirkelia ·
2012: Roman Vlasov ·
2016: Roman Vlasov ·
2020: Tamás Lőrincz ·
2024: Nao Kusaka